# هرمانية ترانسفالية
هرمانية ترانسفالية (الاسم العلمي:Hermannia transvaalensis) هي نوع من النباتات تتبع جنس الهرمانية من الفصيلة الخلنجية.